# Ядзава Ай
Ай Ядзава (яп. 矢沢あい, укр. Ядзава Аі, нар. 7 березня 1967) — японська манґака з префектури Хьоґо. Авторка всесвітньо відомих коміксів манґа NANA та Paradise Kiss. 

## Біографія
З дитинства Язава Ай займалася образотворчим мистецтвом, що і склало важливу частину її життя. Після закінчення середньої школи відвідувала заняття у школі моди, але згодом покинула навчання. З 1985 року публікується в журналі Ribon, Cookie та Zipper видавництвом Shueisha Inc. За 15 років понад 10 робіт Язави були опубліковані в журналах сьодзьо-манґа. 
В червні 2009 Ай Язава несподівано захворіла, в зв’язку з чим видання манґа NANA було припинено на невизначений час. 2010 року вже в квітні була виписана з лікарні але заявила, що дуже давно не тримала перо та не знає коли зможе повернутися до цієї роботи.

## Творчість
Найпопулярнішими манґа-коміксами Язави є Tanshi Nanka Ja Nai, Gokinjo Monogatari, Paradise Kiss та NANA. Тома Paradise Kiss були опубліковані англійською мовою видавництвом Tokyopop. Манґа NANA продовжує видаватися в журналі Cookie з 2000 року і на даний момент складається з 84 частин. У 2003 році Ай Язава була нагороджена премією манґа Shogakukan.  
Праці Ай Язави зазвичай зосереджені на історіях про молодь та їх переживаннях та відносинах але водночас залишаються реалістичними, що дає змогу її аудиторії бачити в них себе. Ай відома своїм винятковим почуттям стилю, тому її всі персонажі мають надзвичайно естетичні образи. Іншою характерною рисою манґаки є зіставлення неординарних, яскравих та бунтівних героїв з більш традиційними. 

## Роботи
- 15-й рік (１５年目 15 nenme) (1986)
- Любовний лист (ラブレター Love letter) (1987)
- Стань вітром! (風になれ！Kaze ni Nare!) (1988)
- Втеча (エスケープ Escape) (1988)
- До наступної балади, будь зі мною (バラードまでそばにいてBallad Made Soba ni Ite) (1989)
- В обіймах синього морського вітру (マリンブルーの風に抱かれてMarine Blue no Kaze ni Dakarete) (1990—1991)
- Шторм світло-рожевого кольору (うすべにの嵐Usubeni no Arashi) (1992)
- Не такий вже я й ангел (天使なんかじゃないTenshi Nanka Ja Nai) (1992—1995)
- Історії сусідів (ご近所物語Gokinjo Monogatari[en] ) (1995—1998)
- Остання четверть місяця (下弦の月Kagen no Tsuki) (1998—1999)
- Райський поцілунок (Paradise Kiss)[en] (2000—2004)
- Нана (Nana) (2000)
- Принцеса Ай (Princess Ai) (2004—2006) (дизайн персонажів)